# 경섬
경섬(慶暹 , 1562년 ~ 1620년)은 조선의 문신이다. 본관은 청주(淸州). 자는 퇴부(退夫), 호는 삼휴자(三休子)·석촌(石村)·칠송(七松).
1590년(선조 23) 증광문과에 병과로 급제하여 1594년 홍문관정자를 제수받았고, 1598년 진주사(陳奏使)의 정사(正使)인 최천건(崔天健)을 따라 서장관(書狀官)으로 명나라에 다녀왔다. 그뒤 사헌부의 지평·장령과 사간원헌납 등을 역임하였다.
1601년 남원부사가 되었다.
1607년 홍문관교리로서 통신사 여우길(呂祐吉)과 함께 통신부사가 되어 임진왜란 후 첫번째 사절로 일본에 건너가 국교를 다시 열게 하고 임진왜란 때의 포로 1,340명을 데리고 돌아왔다.
1618년(광해군 10) 호조참판이 되고, 1619년 장례원행판결사(掌隷院行判決事)가 되었다. 학문이 뛰어나 삼사의 요직을 두루 거치고 부제학과 호조참판에 이르렀다.

## 가족
- 증조부 : 경세청(慶世淸, 1465 ~ 1537)
- 증조모 : 김양완(金良琬)의 딸 상주 김씨
- 조부 : 경혼(慶渾, 1498 ~ 1568)
- 조모 : 허빙(許砯)의 딸 양천 허씨
  - 부친 : 경시성(慶時成, 1536 ~ 1595)
  - 모친 : 박난영(朴蘭榮)의 딸 죽산 박씨
    - 장인 : 첨정(僉正) 증 좌찬성(贈 左贊成) 이극강(李克綱, 1534 ~ ?)[1]
    - 장모 : 정자(正字) 정숙(鄭琡)의 딸 온양 정씨
      - 부인 : 이계종(李季終, 1566 ~ ?)

1. ↑  밀성군의 고손자
운산군 이계(雲山君 李誡) → 광성승전 이전(匡城陞正 李銓) → 광원군 이구수(廣原君 李耉壽) → 이극강(李克綱)